# La fuga di Socrate
La fuga di Socrate è un film del 1923, diretto da Guido Brignone. 

## Trama
Aiace ed Annina sono in procinto di sposarsi, ma c'è un terzo individuo che si mette in mezzo: è Socrate, il pappagallo di Annina, che ella sembra preferire addirittura al suo futuro marito. Il volatile ferisce a una mano Aiace con una violenta beccata, e il promesso sposo, stizzito, dà un calcio al treppiede di Socrate, che, attraverso una finestra aperta, prende il volo e fugge. La capricciosa Annina fa sapere che non sposerà mai Aiace, a meno che egli non le riporti il pappagallo.
Aiace inizia allora una febbrile ricerca, si arrampica perigliosamente su alberi e su tetti di case. Socrate si intrufola, attraverso un comignolo, nella casa di un notabile del posto proprio mentre dei ladri di appartamento la stavano svaligiando. I ladri portano con sé, oltre alla refurtiva, anche il pappagallo; Aiace intanto, penetrato nella casa alla ricerca del volatile, viene sorpreso dal proprietario, viene ritenuto colpevole del furto ed arrestato.
Evade, e, nella sua ricerca di Socrate, viene a sapere che il pennuto è stato venduto dai ladri alla famiglia Albanos -  composta da Liliana e un signore che verosimilmente è suo padre - e con essi si è imbarcato per L'Avana. Ne segue un fitto scambio di telegrammi fra Aiace e Liliana, durante il quale la giovane cubana inizia a conoscere meglio Aiace.
Dopo varie peripezie Aiace riesce a raggiungere Cuba, mentre, per conto suo, Socrate, annoiato, decide di tornare indietro ed inizia a veleggiare verso l'Europa. L'uccello torna da Annina, che fa sapere ad Aiace che ora è finalmente pronta a sposarlo. Troppo tardi: Aiace si è ora unito a Liliana, che ritiene essere una persona più affidabile ed amorevole della sua precedente fidanzata.